# Beaulieu-sur-Mer

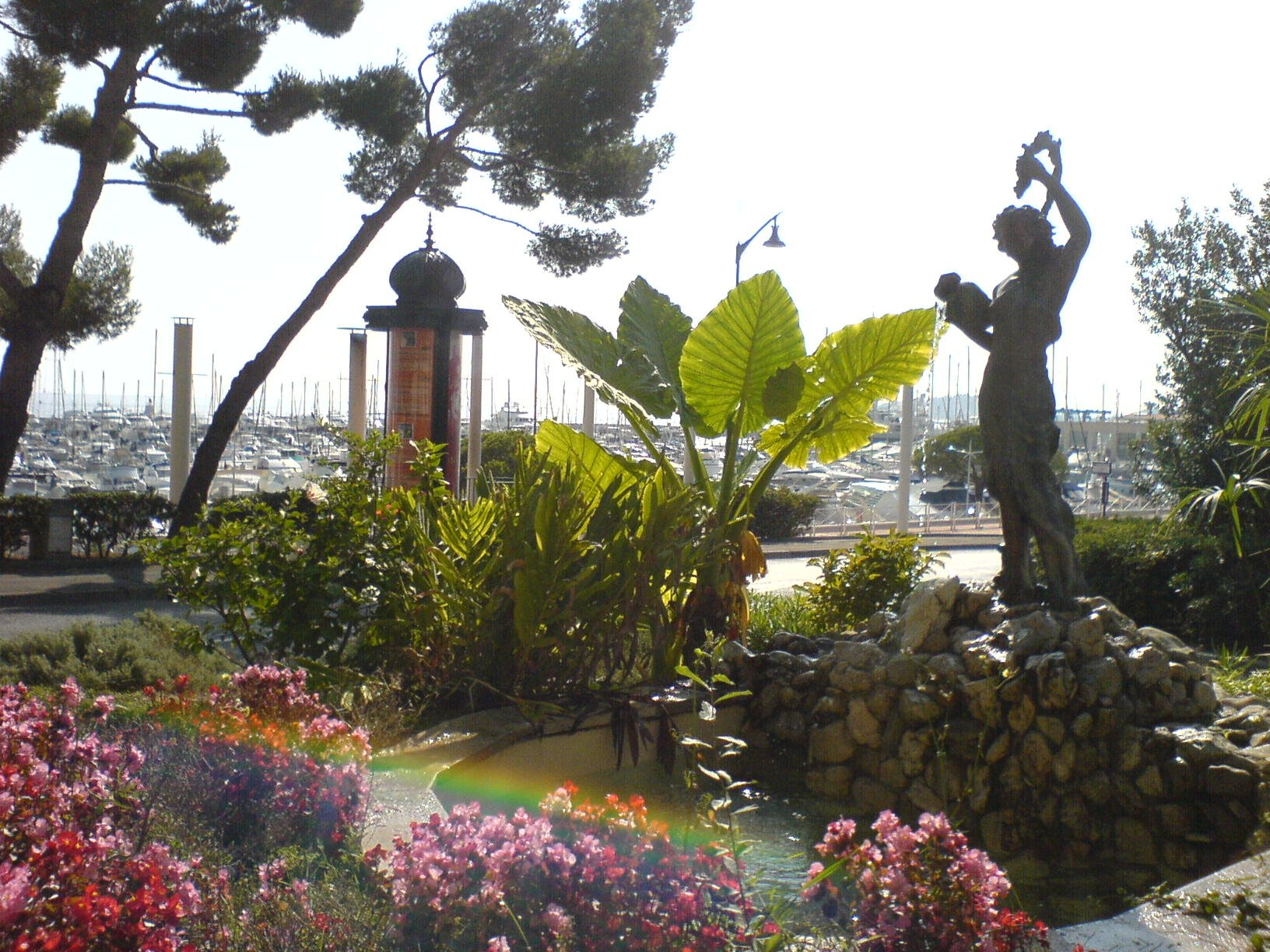
Pohled na přístav ze zahrady

Beaulieu-sur-Mer je malé přímořské letovisko s plážemi a přístavem pro jachty, které leží v departementu Alpes-Maritimes na francouzské riviéře mezi Nice a Monakem. Beaulieu-sur-Mer je součástí tzv. „Zlatého trojúhelníku“ (Beaulieu-sur-Mer, Saint-Jean-Cap-Ferrat, Villefranche-sur-Mer), kde jsou nejvyšší ceny nemovitostí ve Francii.

## Historie
Ve starověku patřil tento malý středomořský přístav Řecku, díky dohodě známé jako Anao. Později bylo město obsazeno Římany. Ve 3. století války město zpustošily, ale bylo brzy obnoveno a byl tu postaven klášter. V 6. století město zničili Lombarďané. Obyvatelé uprchli do bezpečí okolních kopců na Montolivo (dnes Plateau Saint-Michel). Zpět k moři se lidé začali vracet až ve 13. století.
Do Beaulieu-sur-Mer byl kvůli poloze dlouho jen obtížný přístup. Silnice byla dokončena až v roce 1864
a železniční trať mezi Nice a Monakem až v roce 1868. Roku 1899 byl položen základní kámen nového kostela, protože stará kaple Sancta Maria de Olivio byla příliš malá pro rostoucí počet obyvatel.
Ke konci 19. století se francouzská riviéra stala místem pro bohaté. Beaulieu-sur-Mer se stalo oblíbeným místem pobytu evropské šlechty a bohatých Američanů, jako byli zakladatel společnosti na výrobu šicích strojů Isaac Singer a vydavatel listu New York Herald James Gordon Bennett.
Beaulieu-sur-Mer bylo v minulosti administrativní součástí města Villefranche-sur-Mer. Teprve v roce 1891 získalo samostatnost.

## Počet obyvatel
| Rok   | 1968 | 1975 | 1982 | 1990 | 1999 | 2006 | 2007 | 2008 |
| Počet | 4050 | 4273 | 4302 | 4013 | 3675 | 3714 | 3720 | 3742 |

Počet obyvatel nejprve klesal, ale v posledních několika letech má opět mírně rostoucí tendenci.

## Památky

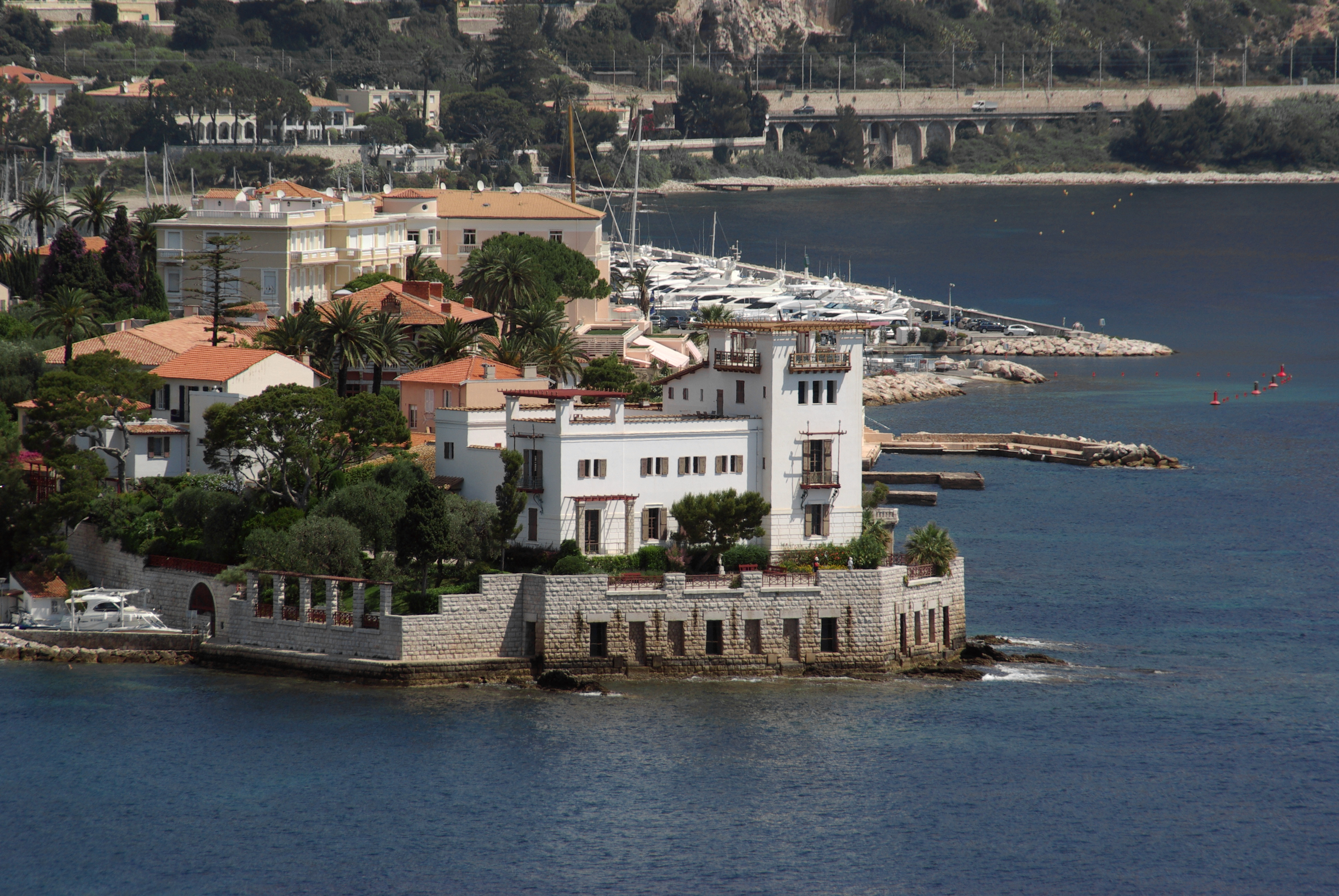
Villa Kerylos

Významnou stavbou je Villa Kerylos, dokončená v roce 1908. Dnes je kulturní památkou, otevřenou pro veřejnost. Byla postavena a zařízena po vzoru starověkých řeckých obydlí. Vnitřní výzdobu tvoří fresky s tematikou řecké mytologie. Vilu nechal postavit francouzský archeolog, historik a numismatik Théodore Reinach, který ji odkázal francouzské akademické instituci Institut de France.
Další kulturní památkou je Hotel Bristol, který byl dlouhou dobu jedním z největších a nejluxusnějších hotelů na Riviéře. Míval až 150 zaměstnanců. K dispozici bylo 300 pokojů pro hosty, salónky a knihovny. Ve velkých sálech se pořádaly koncerty a hrály divadelní hry. Budova má plochu 2000 m². Na jižní straně je velká zahrada osázená květinami, pomerančovníky a palmami. Na severní straně jsou hospodářské budovy a kuchyně. Hlavní vstupní hala je osm metrů vysoká a vede k ní široké schodiště. K hlavní budově přiléhá rotunda. Jde o velkou kruhovou místnost s exedrami, v nichž jsou korintské sloupy a mezi nimi prostorná okna, zajišťující dostatek světla.

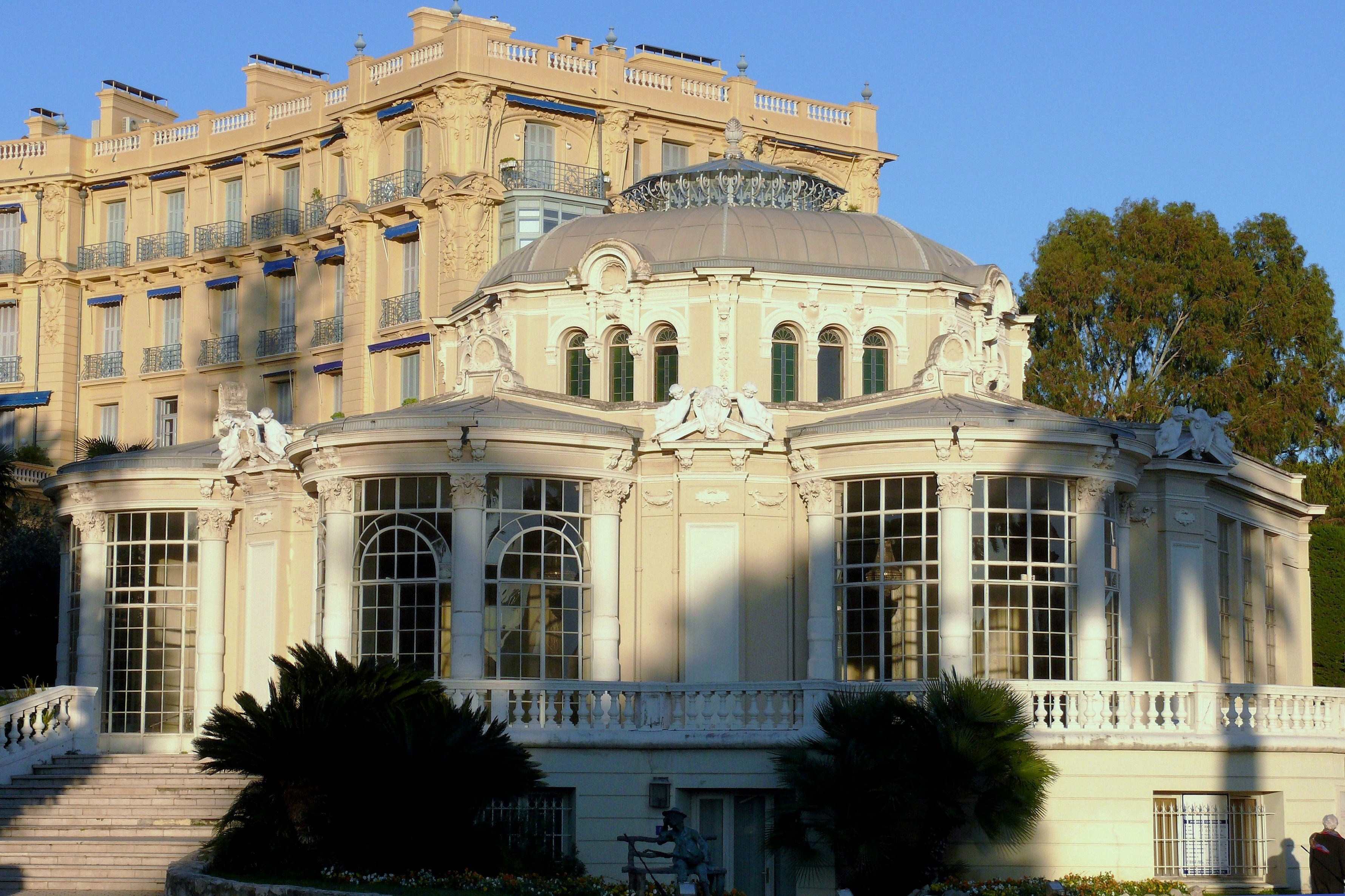
Hotel Bristol

Villa de May byla postavena v roce 1826 a koupena městem roku 1967. Dnes v ní sídlí muzeum historie a archeologie. Dvě místnosti v přízemí a jedna v prvním patře jsou registrovány jako kulturní památky.

## Zajímavosti
Beaulieu-sur-Mer je partnerským městem Tempe v Arizoně ve Spojených státech amerických, do něhož každoročně jezdí vybraní francouzští studenti na několikatýdenní pobyt. Američtí studenti v rámci tohoto výměnného pobytu zase jezdí do Francie.
Od roku 2005 vlastní známý hotel Metropole Eiffel ruští podnikatelé Leonard Blavatnik a Patokh Chodiev, kteří jsou na žebříčku nejbohatších lidí časopisu Forbes magazine. Hotel prakticky ihned po koupi uzavřeli.
V Beaulieu-Sur-Mer pobýval také malíř Renoir, který zde pracoval na svých obrazech. Beaulieu-Sur-Mer je jedním z míst, kde byl natáčen úspěšný americký komediální film Špinaví, prohnilí lumpové (Dirty Rotten Scoundrel).

## Galerie

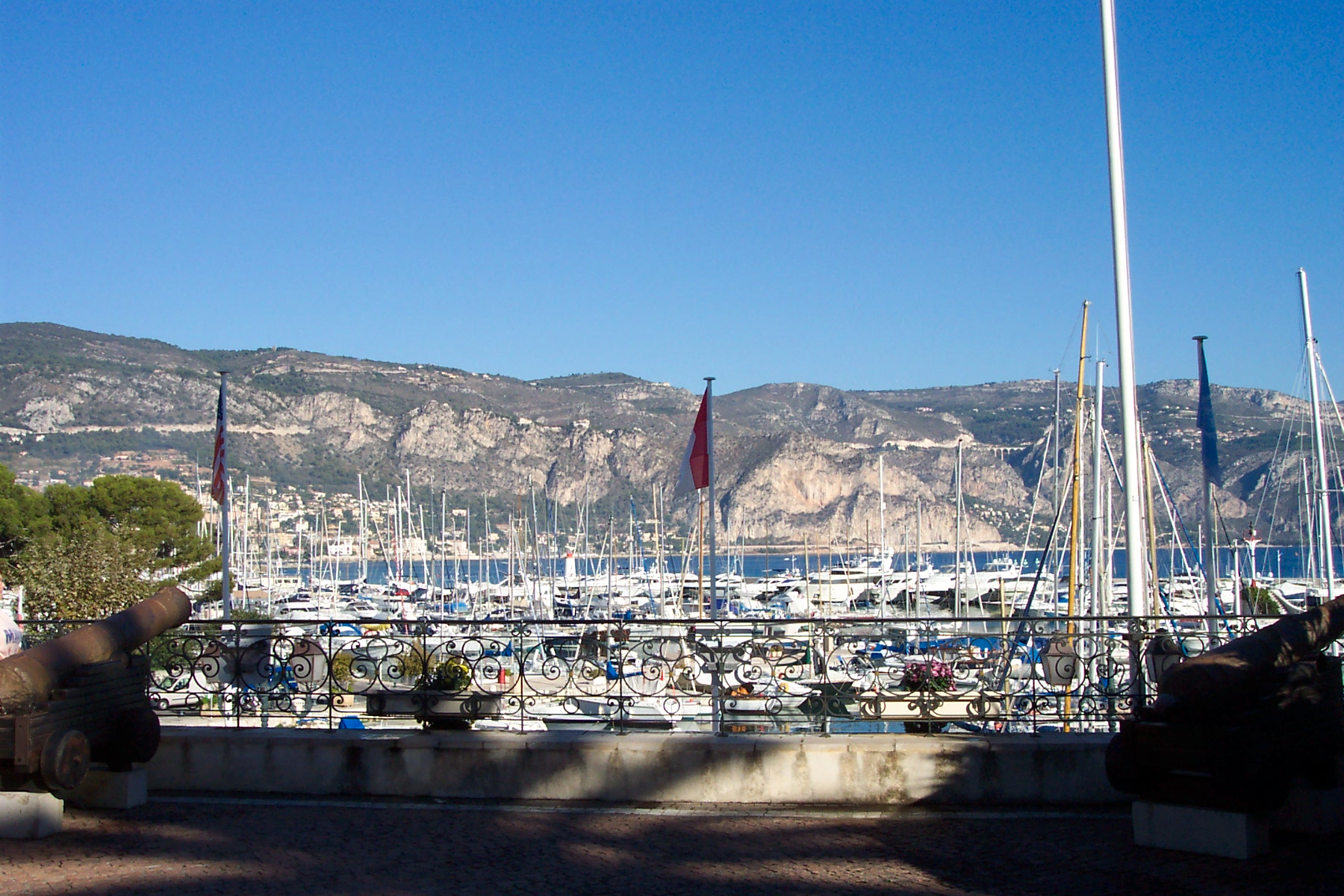
Přístav pro jachty
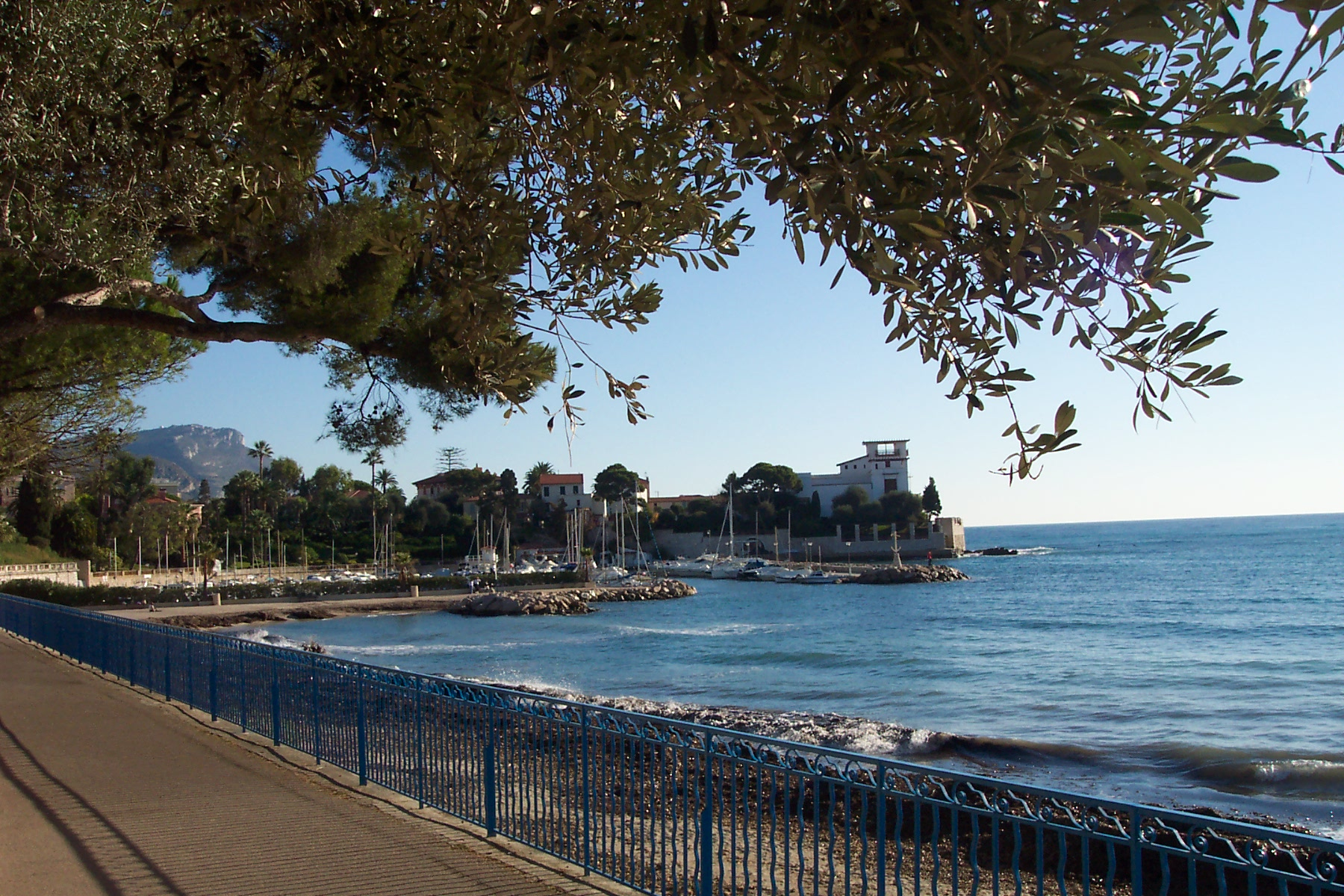
Villa Kerylos na pozadí
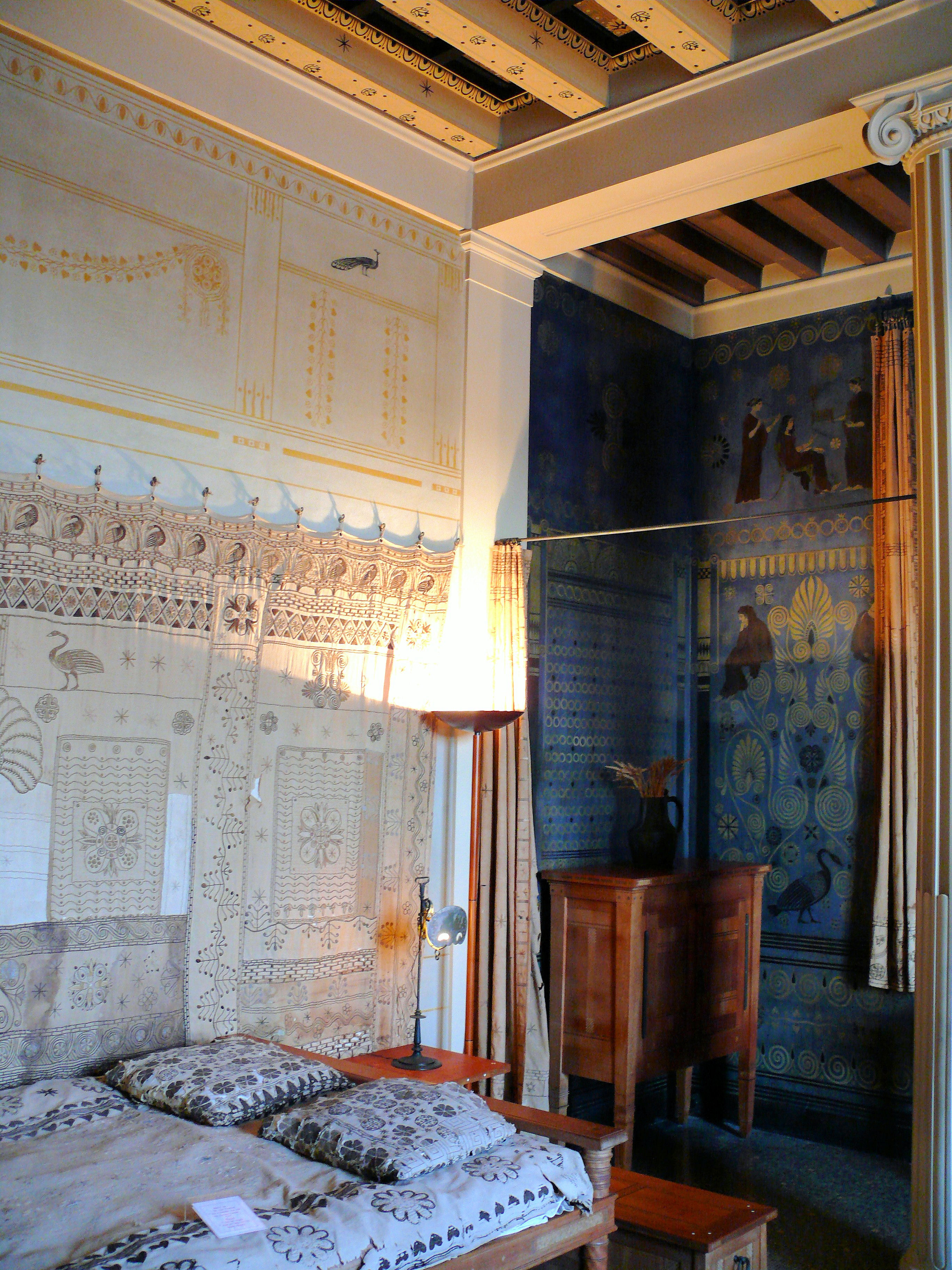
Villa Kerylos – interiér
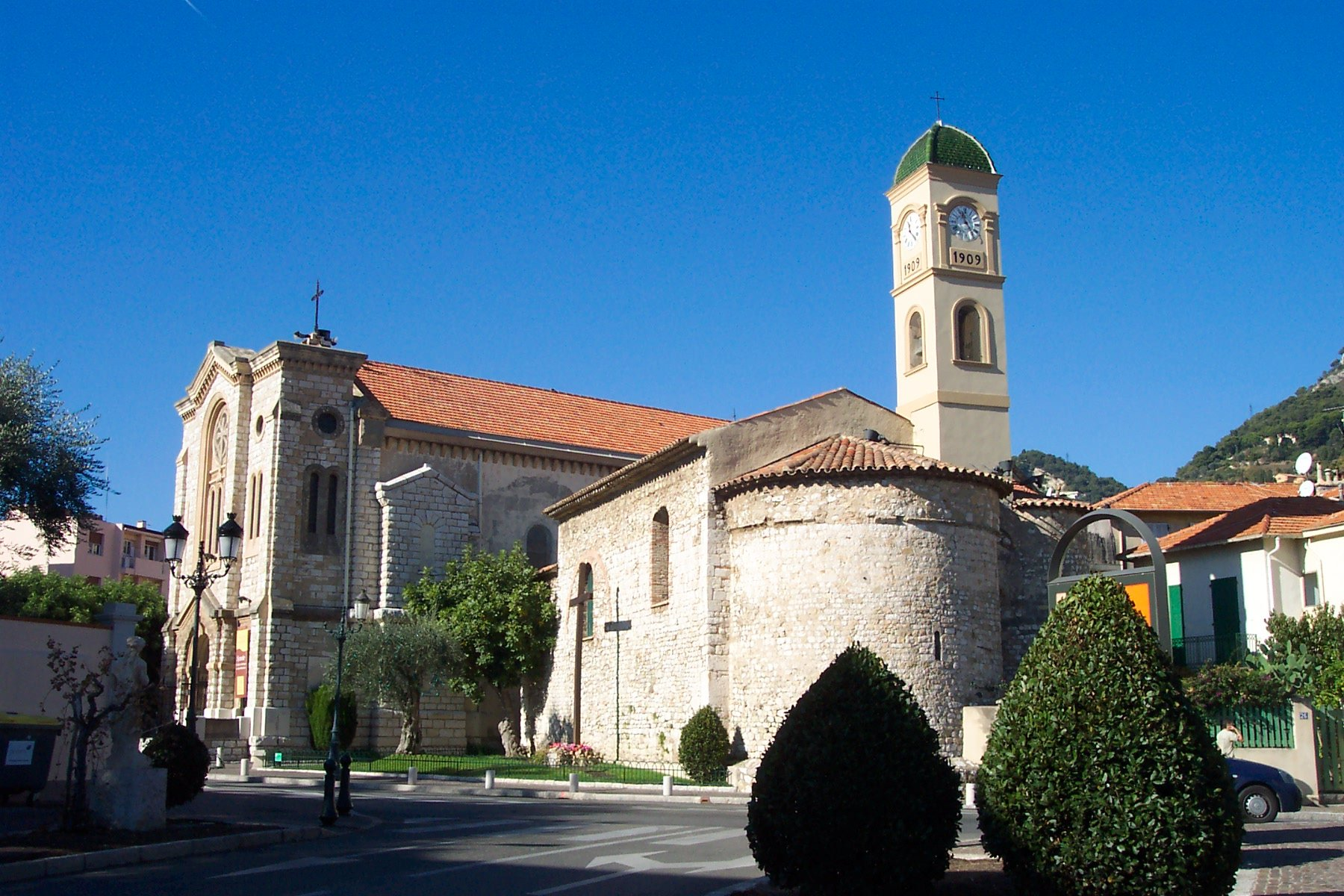
Kostel
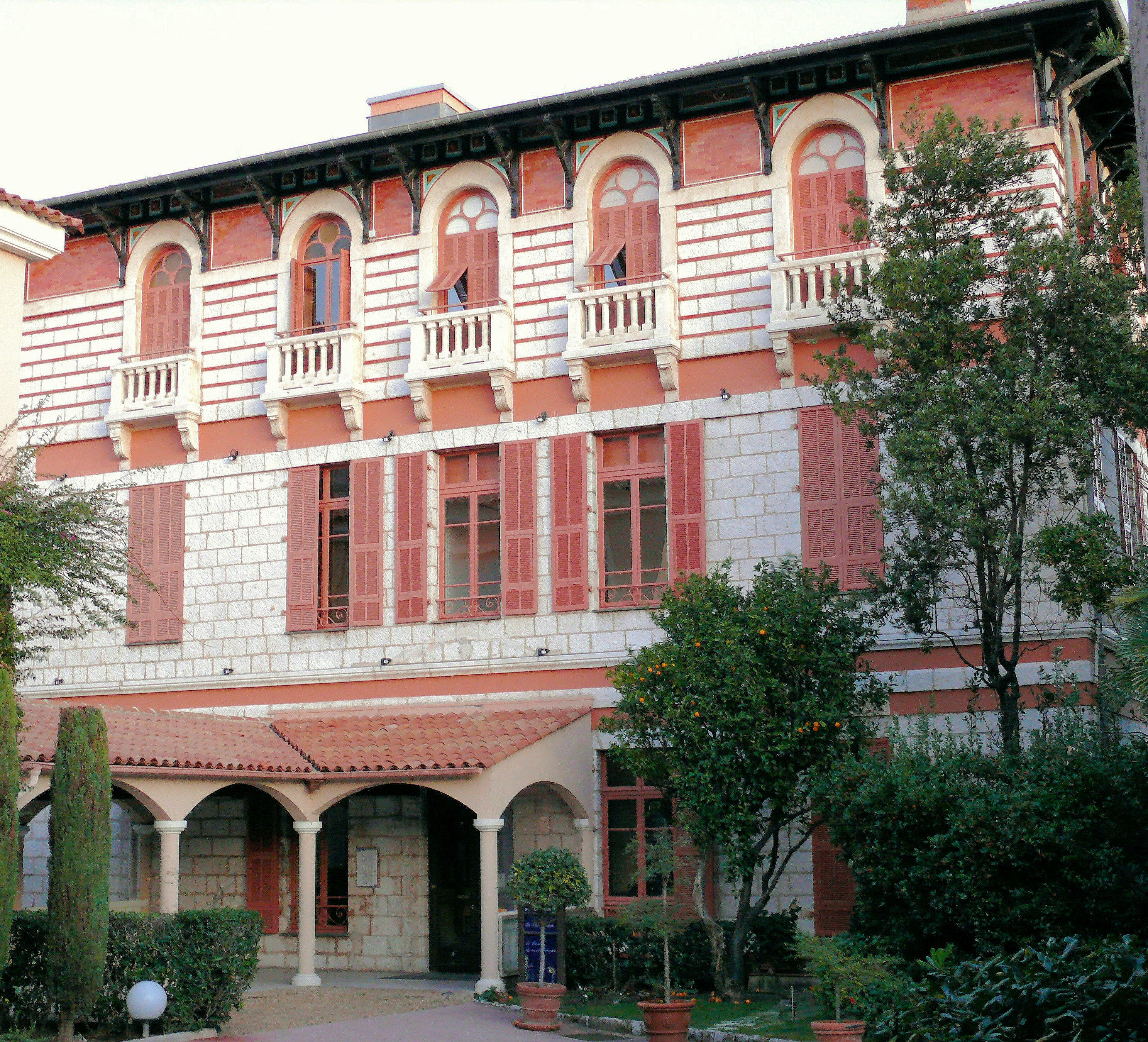
Hotel Eiffel
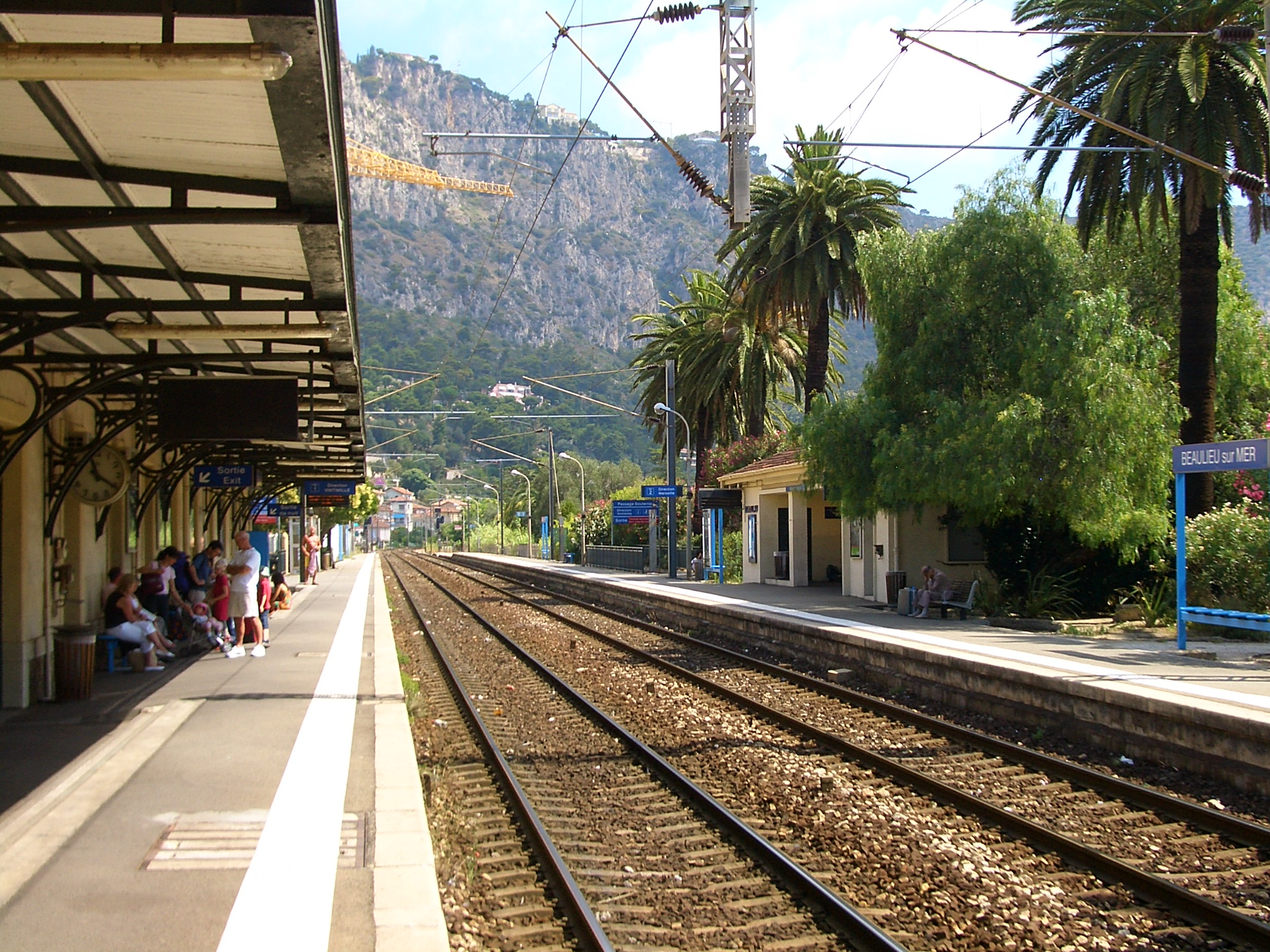
Železniční stanice